# Ram-Hurmuz
Ram-Hurmuz o Ramhormoz és una ciutat del districte central del comtat de Ramhormoz, a la província de Khuzestan, a l'Iran, que serveix com a capital tant del comtat com del districte.
En l'antiguitat era coneguda com a Samangan, després d'haver estat fundada per l'emperador sassànida Ormazd I. Era un encreuament de camins entre al-Ahwaz, Shushtar, Esfahan i el Fars (via Arradjan) i el mercat natural dels bakhtiyaris i kuhgilu (ètnics lurs). Modernament s'hi va trobar petroli a l'inici del segle xx. A uns 3 km hi ha el territori històric de Ramshir. Encara que s'hi ha trobat una tomba elamita es pensa que fou fundada pel sassànida Ormazd I (vers 270-271). Va tenir bisbes nestorians, que són esmentats el 577 i 587. Fou una de les onze kuras del Khuzestan i de la qual les viles principals eren Sanbil, Idhadj, Bazank, Ladh, Gh.rwa (?), Rabadj i Kuzuk (Yaqut al-Hamawí hi afegeix Arbuk a 10 km d'al-Ahwaz). El buwàyhida Àdud-ad-Dawla va construir un mercat a les proximitats.
Avui dia s'exploten els jaciments petroliers de Haft Gel al nord i Agha Djari al sud. Encara és un mercat per les tribus de les muntanyes Zagros. El 1991 tenia 34.059 habitants, repartits principalment entre perses i àrabs.